# Premier Soccer League 2008-09
La PSL 2008-09 fue la 13.ª edición de la Premier Soccer League, la máxima categoría del fútbol en Sudáfrica. La temporada se jugó desde agosto de 2008 a mayo de 2009. El Supersport United de Pretoria se coronó por segunda vez en su historia, y además consecutivamente.

## Ascensos y descensos
| Pos  | Descendidos de Premier Soccer League |
| ---- | ------------------------------------ |
| 15.º | Black Leopards                       |
| 16.º | Jomo Cosmos                          |

| Pos | Ascendidos de la Primera División |
| --- | --------------------------------- |
| 1.º | Maritzburg United                 |
| 2.º | Bay United                        |

## Clasificación
| Pos | Equipo              | J  | G  | E  | P  | GF | GC | GA  | Pts |
| --- | ------------------- | -- | -- | -- | -- | -- | -- | --- | --- |
| 1   | Supersport United   | 30 | 16 | 7  | 7  | 45 | 22 | 23  | 55  |
| 2   | Orlando Pirates     | 30 | 15 | 10 | 5  | 37 | 20 | 17  | 55  |
| 3   | Kaizer Chiefs       | 30 | 15 | 5  | 10 | 37 | 32 | 5   | 50  |
| 4   | Free State Stars    | 30 | 12 | 11 | 7  | 38 | 24 | 14  | 47  |
| 5   | Golden Arrows       | 30 | 13 | 7  | 10 | 44 | 28 | 16  | 46  |
| 6   | Bidvest Wits        | 30 | 13 | 7  | 10 | 42 | 33 | 9   | 46  |
| 7   | Ajax Cape Town      | 30 | 13 | 7  | 10 | 36 | 34 | 2   | 46  |
| 8   | AmaZulu             | 30 | 12 | 6  | 12 | 33 | 33 | 0   | 42  |
| 9   | Mamelodi Sundowns   | 30 | 11 | 7  | 12 | 28 | 28 | 0   | 40  |
| 10  | Santos              | 30 | 10 | 9  | 11 | 28 | 31 | -3  | 39  |
| 11  | Moroka Swallows     | 30 | 10 | 7  | 12 | 32 | 39 | -7  | 37  |
| 12  | Maritzburg United   | 30 | 10 | 6  | 14 | 34 | 53 | -19 | 36  |
| 13  | Platinum Stars      | 30 | 8  | 11 | 11 | 35 | 40 | -5  | 35  |
| 14  | Bloemfontein Celtic | 30 | 8  | 9  | 13 | 34 | 38 | -4  | 33  |
| 15  | Thanda Royal Zulu   | 30 | 10 | 3  | 17 | 40 | 58 | -18 | 33  |
| 16  | Bay United          | 30 | 5  | 6  | 19 | 26 | 56 | -30 | 21  |

|  | Campeón, clasificado a la Liga de Campeones de la CAF 2010. |
|  | Clasificado a la Liga de Campeones de la CAF 2010.          |
|  | Juega la serie de promoción.                                |
|  | Descenso directo a la Primera División.                     |

## Goleadores
- Fuente:

| Pos. | Jugador           | Goles | Equipo            |
| ---- | ----------------- | ----- | ----------------- |
| 1    | Richard Henyekane | 19    | Golden Arrows     |
| 2    | Mabhudi Khenyeza  | 16    | Ajax Cape Town    |
| 3    | Robinson Rentería | 10    | Platinum Stars    |
| 3    | Surprise Moriri   | 10    | Mamelodi Sundowns |
| 3    | Anthony Laffor    | 10    | Supersport United |
| 3    | Bernard Parker    | 10    | Thanda Royal Zulu |
| 3    | Sthembiso Ngcobo  | 10    | Free State Stars  |